# 苦葛
苦葛（学名：Pueraria peduncularis）为豆科葛属的植物。分布于印度、锡金、克什米尔、尼泊尔、缅甸以及中国大陆的四川、西藏、广西、贵州、云南等地，生长于海拔900米至4,300米的地区，多生长在荒地及杂木林中，目前尚未由人工引种栽培。

## 别名
云南葛藤（中国主要植物图说） 白苦葛、红苦葛（云南）

## 异名
- Pueraria yunnanensis Franch.